# Valley County (Nebraska)
Valley County ist ein County im Bundesstaat Nebraska der Vereinigten Staaten. Der Verwaltungssitz (County Seat) ist Ord, das nach General Edward Otho Cresap Ord benannt wurde.

## Geographie
Das County liegt etwas östlich des geographischen Zentrums von Nebraska und hat eine Fläche von 1478 Quadratkilometern, wovon 6 Quadratkilometer Wasserfläche sind. Es grenzt im Uhrzeigersinn an folgende Countys: Greeley County, Sherman County, Custer County und Garfield County.

## Geschichte
Valley County wurde 1871 gebildet. Benannt wurde es nach den geologischen Gegebenheiten dieser Gegend.
Ein Ort im County hat den Status einer National Historic Landmark, die archäologische Fundstätte Schultz Site. Sieben Bauwerke und Stätten des Countys sind insgesamt im National Register of Historic Places eingetragen (Stand 12. Februar 2018).

## Demografische Daten

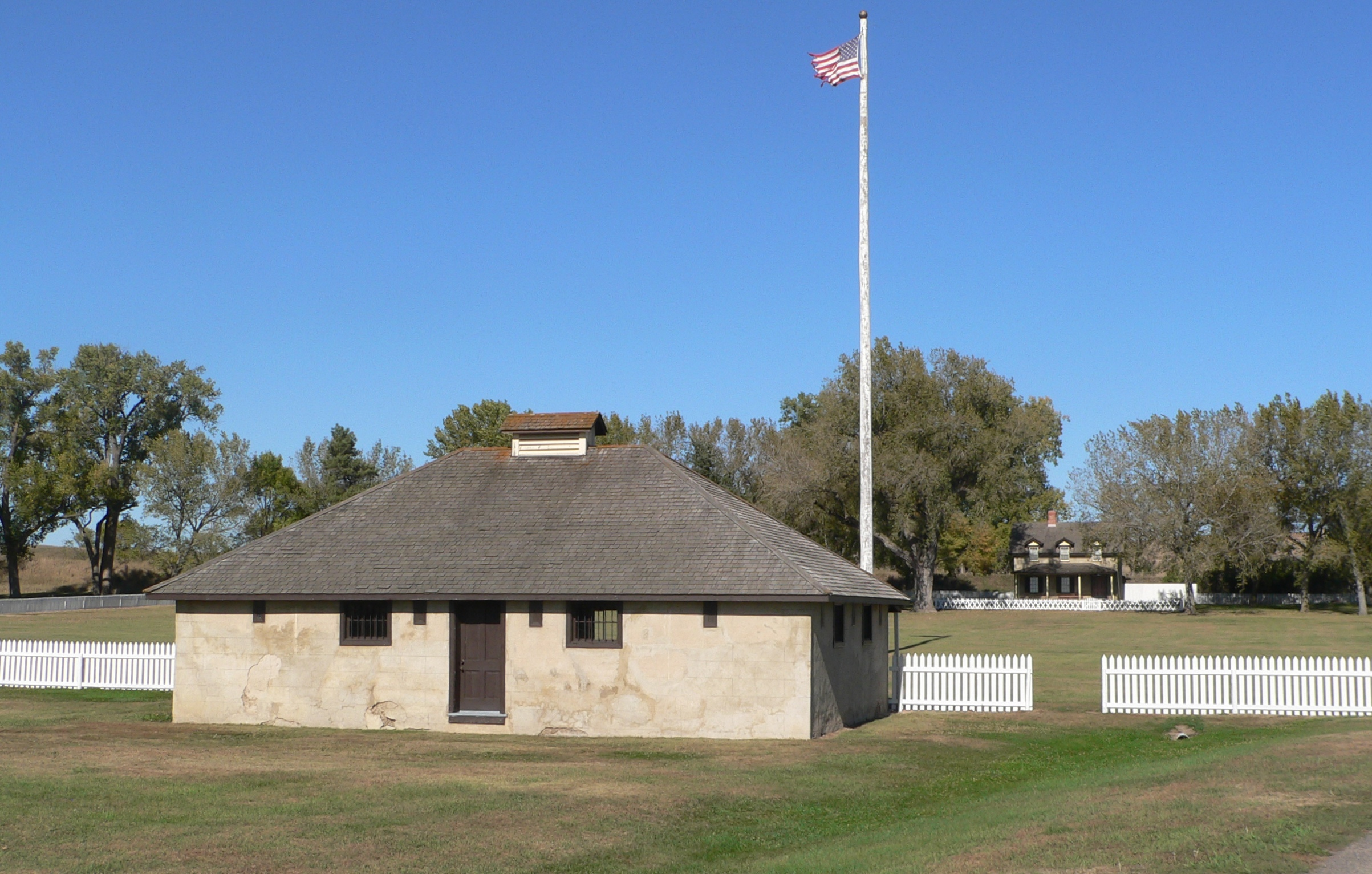
Fort Hartsuff, gelistet im NRHP

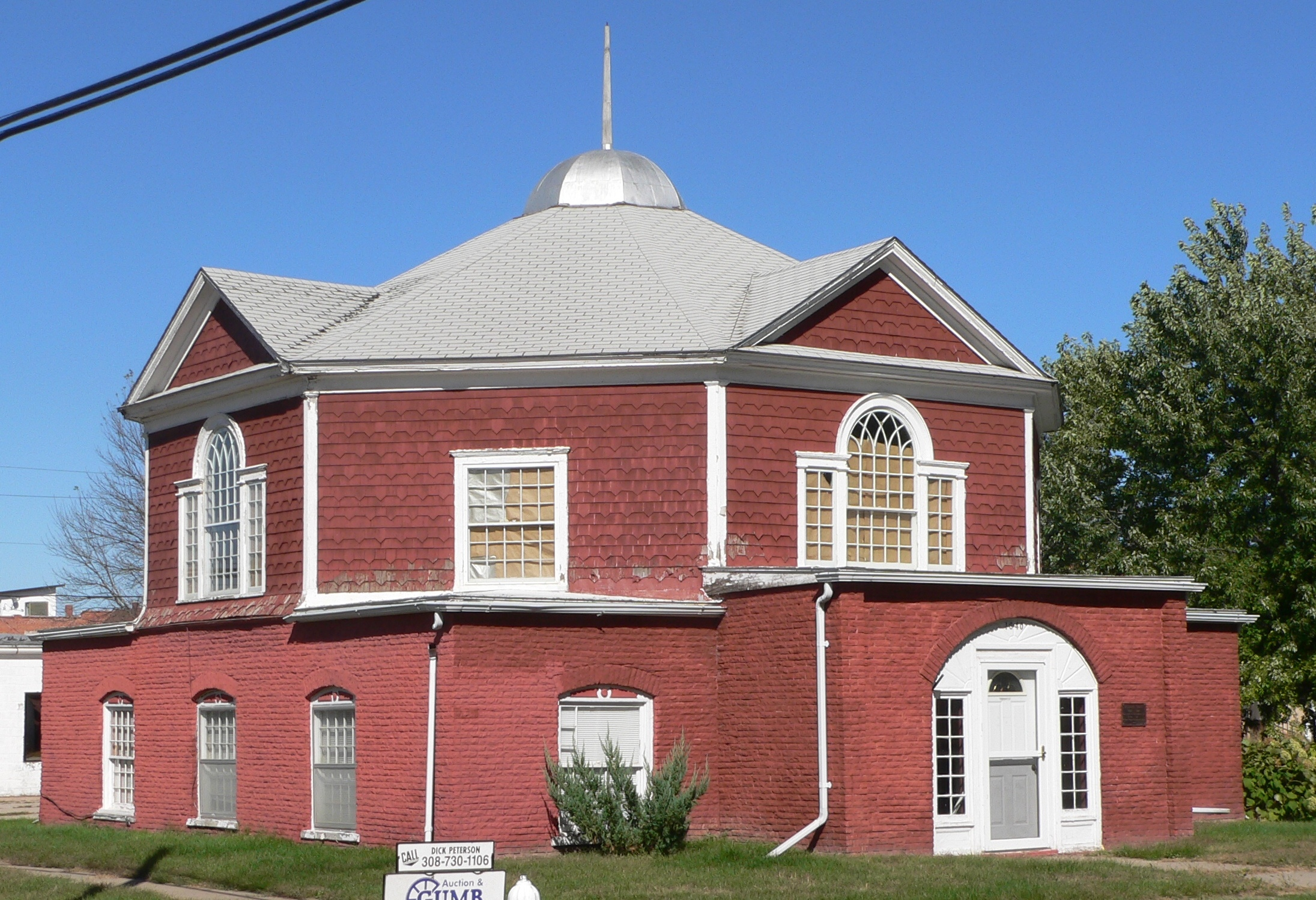
People’s Unitarian Church, gelistet im NRHP

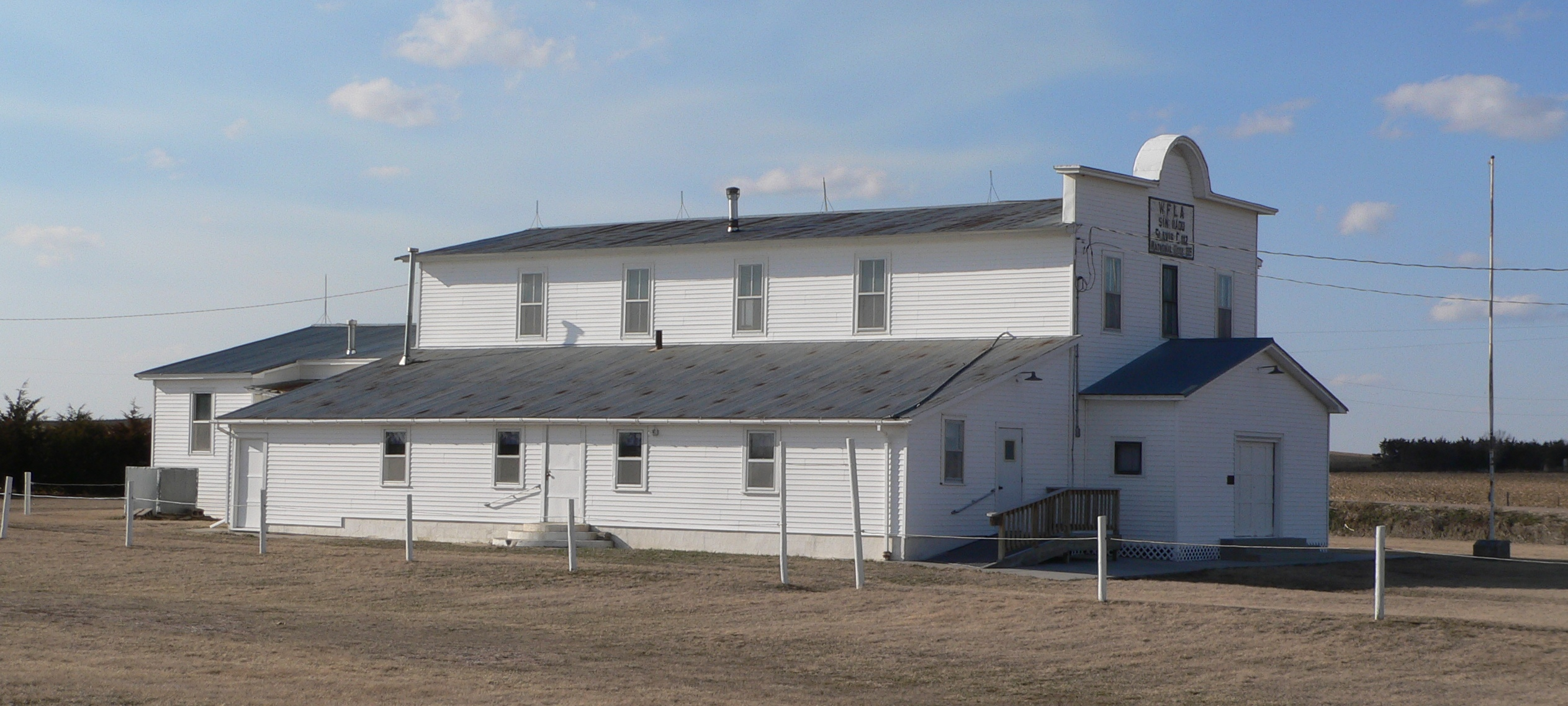
Rad Slavin cis. 112 Z.C.B.J. Hall, gelistet im NRHP

Nach der Volkszählung im Jahr 2000 lebten im Valley County 4647 Menschen. Davon wohnten 85 Personen in Sammelunterkünften, die anderen Einwohner lebten in 1965 Haushalten und 1298 Familien. Die Bevölkerungsdichte betrug 3 Einwohner pro Quadratkilometer. Ethnisch betrachtet setzte sich die Bevölkerung zusammen aus 98,2 Prozent Weißen, 0,2 Prozent Afroamerikanern, 0,3 Prozent amerikanischen Ureinwohnern, 0,1 Prozent Asiaten, 0,1 Prozent Bewohnern aus dem pazifischen Inselraum und 0,8 Prozent aus anderen ethnischen Gruppen; 0,4 Prozent stammten von zwei oder mehr Ethnien ab. 1,6 Prozent der Bevölkerung waren spanischer oder lateinamerikanischer Abstammung.
Von den 1965 Haushalten hatten 28,0 Prozent Kinder und Jugendliche unter 18 Jahre, die bei ihnen lebten. 58,7 Prozent waren verheiratete, zusammenlebende Paare, 5,1 Prozent waren allein erziehende Mütter, 33,9 Prozent waren keine Familien, 31,0 Prozent waren Singlehaushalte und in 17,9 Prozent lebten Menschen im Alter von 65 Jahren oder darüber. Die Durchschnittshaushaltsgröße betrug 2,32 und die durchschnittliche Familiengröße lag bei 2,93 Personen.
Auf das gesamte County bezogen setzte sich die Bevölkerung zusammen aus 24,7 Prozent Einwohnern unter 18 Jahren, 4,8 Prozent zwischen 18 und 24 Jahren, 22,6 Prozent zwischen 25 und 44 Jahren, 23,9 Prozent zwischen 45 und 64 Jahren und 24,0 Prozent waren 65 Jahre alt oder darüber. Das Durchschnittsalter betrug 44 Jahre. Auf 100 weibliche Personen kamen 91,7 männliche Personen. Auf 100 Frauen im Alter von 18 Jahren oder darüber kamen statistisch 90,5 Männer.
Das jährliche Durchschnittseinkommen eines Haushalts betrug 27.926 USD, das Durchschnittseinkommen der Familien betrug 35.571 USD. Männer hatten ein Durchschnittseinkommen von 25.224 USD, Frauen 17.217 USD. Das Prokopfeinkommen betrug 14.996 USD. 10,1 Prozent der Familien und 12,8 Prozent der Bevölkerung lebten unterhalb der Armutsgrenze. Davon waren 16,3 Prozent Kinder oder Jugendliche unter 18 Jahre und 12,7 Prozent waren Menschen über 65 Jahre.

## Orte im County
- Arcadia
- Elyria
- North Loup
- Olean
- Ord
- Saunders
- Spelts
- Sumter

Townships
- Arcadia Township
- Davis Creek Township
- Elyria Township
- Enterprise Township
- Eureka Township
- Geranium Township
- Independent Township
- Liberty Township
- Michigan Township
- Noble Township
- North Loup Township
- Ord Township
- Springdale Township
- Vinton Township
- Yale Township